# Pierre Vignau
Pierre Vignau, né le 16 août 1908 à Benchicao (Algérie) et décédé le 8 décembre 1985 à Avignon, est un homme politique français.